# Sophie Milman

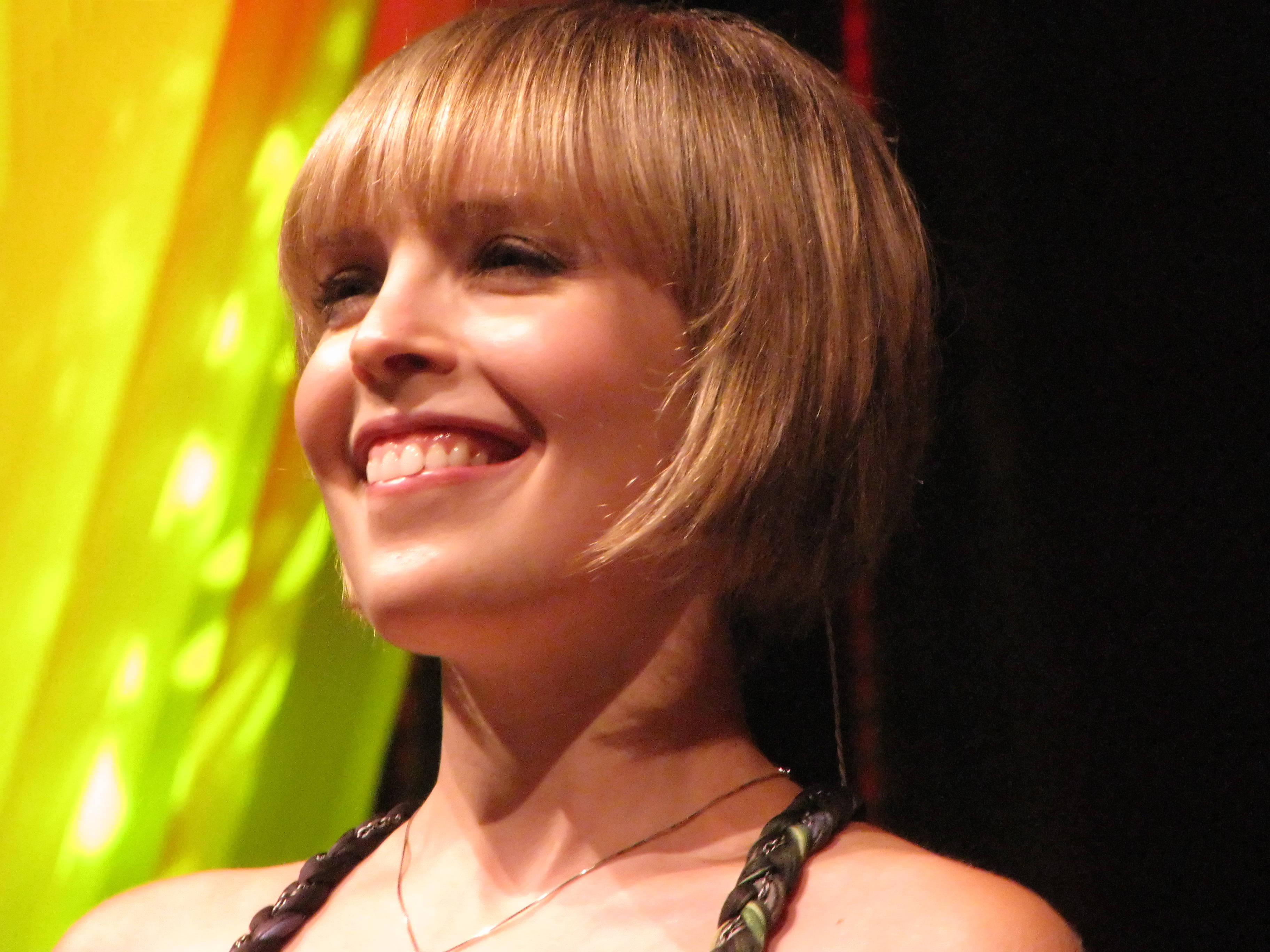
Sophie Milman beim Uptown Waterloo Jazz Festival (2010)

Sophie Milman (* 1983 in Ufa, Baschkirische ASSR, Sowjetunion) ist eine kanadische Jazz-Sängerin mit russisch-jüdischen Wurzeln.

## Musikalische Laufbahn
Mitte der 1990er Jahre wanderte die Familie von Sophie Milman nach Israel aus und siedelte sich in Haifa an. Mitbestimmender Grund für die Auswanderung waren die Pressebeschränkungen in Russland, denen ihre Mutter, von Beruf Journalistin, zu entkommen trachtete. Die materiellen Verhältnisse in der neuen Heimat waren in den ersten Jahren bescheiden: Zeitweilig hatten die Eltern zwei Jobs, um über die Runden zu kommen. Als Sophie Milman 16 war, zog die Familie nach Kanada und ließ sich in Toronto nieder. Erste Kontakte zur Musik bekam sie durch die umfangreiche Plattensammlung ihres Vaters, die dieser aus Russland mitgebracht hatte. Neben Platten von Pop- und Rockbands wie der Beatles und Led Zeppelin enthielt sie auch Gospel-, Jazz- und Klassikwerke.
Mit 18 Jahren schrieb sich die spätere Sängerin an der Universität Toronto für das Studium der Wirtschaftswissenschaft ein. Ihren ersten Gig hatte sie ein Jahr später. Anlässlich einer Auftrittsreihe mit lokalen Nachwuchstalenten entdeckte sie der Jazz-Impresario und Pianist Bill King. King kümmerte sich um weitere Auftrittsmöglichkeiten, deren Anzahl zunächst jedoch überschaubar blieb. Milman hatte jedoch Glück. Das kanadische Jazzlabel Linus Entertainment nahm sie unter Vertrag und brachte ihre erste CD auf den Markt. Der 2004 erschienene Erstling mit dem Titel „Sophie Milman“, enthielt neben einigen Standards aus dem Great American Songbook auch den Titel La vie en rose sowie eine Jazzinterpretation des bekannten russischen Volksklieds Ochi Chernye (Black Eyes). Mit über 100.000 verkauften Exemplaren war „Sophie Milman“ ein kommerzieller Erfolg. Ebenso wie die beiden Folgealben erreichte die Veröffentlichung vordere Plätze in der Kategorie Jazz-Album der Billboard Charts. In Apples iTunes Music Store erreichte Milmans Erstlingswerk zeitweilig den ersten Platz der Jazz Charts.
Entsprechend erfolgreich waren auch die beiden Folgealben „Make Someone Happy …“ (2007) und „Take Love Easy“ (2009). „Make Someone Happy …“ erhielt den Juno Award als bestes Jazz-Album des Jahres. Positive Kritiken erhielt vor allem Album Nummer drei, „Take Love Easy“. Lobend herausgehoben wurden insbesondere einige Coverinterpretationen aus den Bereichen Pop und Rock wie zum Beispiel I’m on Fire von Bruce Springsteen, Be Cool von Joni Mitchell sowie 50 Ways to Leave your Lover von Paul Simon. 2008 absolvierte Milman eine Reihe von Auftritten außerhalb Kanadas – unter anderem im New Yorker Blue Note Club. Gemeinsame Veranstaltungsprogramme absolvierte sie dabei unter anderem mit bekannten Jazzgrößen wie Chick Corea und der Gruppe Manhattan Transfer.
Parallel zu ihrer musikalischen Karriere setzte Sophie Milman ihr Studium fort. Die Sängerin spricht fließend vier Sprachen (Russisch, Hebräisch, Englisch und Französisch) – eine Vielfalt, die sich auch im gewählten Songrepertoire niederschlägt. Obwohl sie sich selbst in einem Interview als nicht religiös bezeichnete, äußerte sie verschiedentlich, dass die Auseinandersetzung mit dem ethnischen Judentum und jüdischer Identität für sie ein Thema ist. Einen entsprechenden musikalischen Akzent setzte sie mit dem Lied „Eli Eli (A Walk to Caesarea)“ auf ihrer zweiten CD. Über die Studioalben hinaus sind bislang zwei Liveveröffentlichungen erschienen: Live at The Winter Garden Theatre (2007) und Live In Montreal (2008).

## Stil und Kritiken

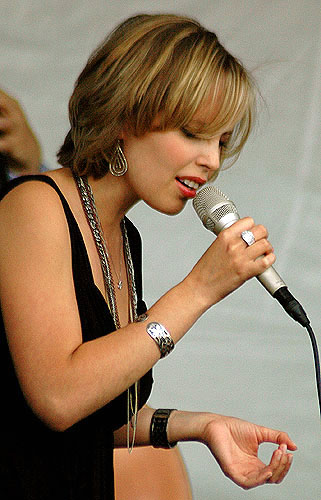
Sophie Milman bei einem Auftritt (2008)

Als wichtige musikalische Einflüsse in ihrer Jugend nennt Sophie Milman Mahalia Jackson, Sarah Vaughan, Ella Fitzgerald, Nat King Cole, Oscar Peterson und Stevie Wonder. Beeinflusst wurde sie auch von den Vokalistinnen Peggy Lee und Billie Holiday. Darüber hinaus bewundert sie Carmen McRae. In einem Interview bezeichnete sie Ella Fitzgerald als ihr großes Idol. Von den aktuell im Rampenlicht stehenden Künstlern hingegen sei vor allem Diana Krall diejenige, die mit ihrem Erfolg jüngeren Sängerinnen den Weg geebnet habe.
Anders als Diana Krall oder Sängerinnen wie Norah Jones, die gelegentlich oder regelmäßig den Crossover zum Easy Listening oder zur aktuellen Popmusik suchen, bevorzugt Sophie Milman bei ihren Studioveröffentlichungen die klassische Jazzcombo-Instrumentierung. Die Standardbesetzung (Gesang, Piano, Gitarre, Bass und Schlagzeug) wird je nach Titel durch weitere Instrumente wie zum Beispiel Violine, Akkordeon, Vibraphon, Saxophon oder eine Horn-Sektion ergänzt. Die klassische Jazz-Spielweise ergänzt die Sängerin durch ein Song-Repertoire, dass neben Klassikern und Neukompositionen auch Popsongs, Chansons, in andere Sprachen transferierte Songs („Stay“ bzw. „Reste“) oder Volkslieder aus dem russischen oder hebräischen Kulturkreis enthält.
Die Presse bedachte die Musik von Sophie Milman, insbesondere das dritte Album, mit durchweg positiven Kritiken. Das Musikportal rocktimes.de schrieb: „Mit unter anderem Lounge Jazz, Bop, Bossa Nova und Swing geht dieses Album durchweg beeindruckend gut auf. Sophie Milman wächst zu einer ernsthaften Konkurrenz für so manchen bekannten Namen heran. Bei der Stimme kann man sich bildhaft vorstellen, dass sie selbst nur vom Piano begleitet eine brillante Figur abgeben würde.“ Die Seite gaesteliste.de lobte das klassisch-reduzierte Setting und die gelungene Adaption von Songs aus anderen Musikstilen. Die MDR-Kulturseite MDR Figaro resümierte über Take Love Easy: „Sophie Milman vermittelt in den swingenden Songs etwas von der properen Frische der 1950er Jahre, aber dann lugt auch wieder der Cool-Jazz um die Ecke.“

## Diskografie

### Alben
- 2004: Sophie Milman (Linus Entertainment)
- 2007: Make Someone Happy (Victor)
- 2009: Take Love Easy (Linus)
- 2011: In The Moonlight (Entertainment One)

### Live-Alben
- 2007: Live at The Winter Garden Theatre (Linus)
- 2008: Live In Montreal (Entertainment One)

### Kompilationen
- 2013: Her Very Best... So Far (Entertainment One)

### Singles (Auswahl)
- 2004: La Vie En Rose
- 2004: My Baby Just Cares For Me
- 2004: Ochi Chemye (Dark Eyes)
- 2004: Agua De Beber (Water To Drink)
- 2004: I Can't Give You Anything But Love, Baby
- 2007: Something In The Air Between Us
- 2007: It Might As Well Be Spring
- 2007: Like Someone In Love
- 2007: Make Someone Happy
- 2009: Beautiful Love
- 2009: 50 Ways To Leave Your Lover
- 2009: I Can't Make You Love Me
- 2013: No More Blues
- 2013: Speak Low